# Rand Daily Mail
Die Rand Daily Mail (deutsch etwa: Tagespost des Rands) war eine englischsprachige Tageszeitung in Südafrika. Sie erschien in Johannesburg und war für ihre Haltung gegen die Apartheid bekannt.

## Geschichte
1902 wurde die Rand Daily Mail von Bertie Charles Forbes in Johannesburg gegründet und nach kurzer Zeit an den Minenbesitzer Abe Bailey verkauft. Bis zu seinem Tod 1940 kontrollierte Bailey die Zeitung, zuletzt über den Verlag The Rand Daily Mail Limited. Nach dem Wahlsieg der Nasionale Party im Jahr 1948 und der anschließenden Einführung von Apartheidgesetzen äußerte die Zeitung kaum Widerspruch. 1955 wurde der Verlag zur Tochterfirma der South African Associated Newspapers Limited. Die Zustellung in entfernte Gebiete wie Natal und das damalige Rhodesien erfolgte fortan per Flugzeug. Attacken der Regierung auf die Presse in den späten 1950er Jahren ließen die regierungskritische Einstellung bei der Rand Daily Mail wachsen.
Obwohl die Zeitung überwiegend von Weißen gelesen wurde, befasste sich die Zeitung während der Zeit der Apartheid als erste ihrer Art auch mit Themen der Schwarzen. So berichtete sie 1960 über das Sharpeville-Massaker. 1963 schrieben Journalisten über die Bedingungen in den Gefängnissen sowie über erzwungene Umsiedlungen. In den 1960er Jahren wurden sogenannte Township-Ausgaben für schwarze Leser herausgegeben. 1966 erhielt die Zeitung für ihr Engagement den World Press Achievement Award der American Newspaper Publishers Association (ANPA). Helen Zille, seit 2009 Premierministerin der Provinz Westkap, deckte in der Zeitung die Umstände um den gewaltsamen Tod von Steve Biko auf. Der politische Häftling war nicht, wie von der Regierung behauptet, an einem Hungerstreik, sondern an Verletzungen gestorben.
Am 3. Oktober 1978 erschien in der Rand Daily Mail eine Reportage über die – später so genannte – Muldergate-Affäre. Unter Führung des Informationsministers Cornelius Petrus Mulder hatte die südafrikanische Regierung ab 1973 versucht, mit beiseite geschafften öffentlichen Geldern in Südafrika und im Ausland ein Netzwerk aus Zeitungen zur Verbesserung des Rufs des Apartheidregimes zu schaffen. Unter anderem war versucht worden, die US-amerikanische Tageszeitung Washington Star zu kaufen. Die Zeitung The Citizen war als Konkurrenzblatt der Rand Daily Mail gegründet worden und bekämpfte sie unter anderem durch Dumpingpreise. Der Konzern Anglo American, Besitzer der Rand Daily Mail, entließ 1981 den Chefredakteur Allister Sparks und verlangte, den Kurs des Blattes gegenüber der Regierung zu mäßigen, um mehr zahlungskräftige weiße Leser anzulocken. Diese Strategie führte aber zu Verlusten, so dass die Rand Daily Mail am 30. April 1985 zum letzten Mal erschien.
Einige Redakteure der Rand Daily Mail nutzten ihre Abfindung, um die Wochenzeitung Weekly Mail zu gründen, die ebenfalls gegen die Apartheid Stellung bezog und später in Mail & Guardian umbenannt wurde.

## Beschreibung
Die Rand Daily Mail erschien im Broadsheet-Format. Der Schriftzug Rand Daily Mail war in blauer Farbe gehalten.

## Redakteure (Auswahl)
- Edgar Wallace, 1902–1903 Herausgeber
- Laurence Gandar, 1957–1965 Chefredakteur
- Benjamin Pogrund, 1958–1985 Journalist, stellvertretender Chefredakteur
- Raymond Louw, 1965–1977 Chefredakteur
- Peter Magubane, Fotojournalist, ab 1967
- Allister Sparks, Journalist, 1977–1981 Chefredakteur
- Helen Zille, 1974–1982 Journalistin[5]
- Rex Gibson, 1981–1985 Chefredakteur

## Nutzung des Namens
Im Oktober 2014 richtete die Times Media Group, die die Namensrechte an der Rand Daily Mail hält, eine gleichnamige Website ein. Dort werden Nachrichten und Reportagen, vor allem aus der südafrikanischen Politik, angeboten.